# هوكوتو (هوكايدو)
مدينة هوكوتو (بالإنجليزية: Hokuto)‏ هي أحد المدن التابعة لمحافظة هوكايدو. تأسست رسميًا في 01/02/2006. ويقدر عدد سكانها بـ 48779 نسمة حسب تقدير مكتب الإحصاء الياباني لعام 2012. تبلغ مساحة هوكوتو 397.3 كم2. بكثافة سكانية تبلغ 123 نسمة/كم2.

## أعلام
- كينتارو تاكادا
- أكيرا ساساكي